# Ladies European Tour 2013
De Ladies European Tour 2013 was het 35ste seizoen van de Ladies European Tour in de golfsport, sinds 1979. Het seizoen begon met de Volvik RACV Ladies Masters, in februari, en eindigde met de Omega Dubai Ladies Masters, in december. Er stonden 24 toernooien op de agenda.

## Kalender
| Data  | Data  | Toernooi                                  | Stad              | Winnares            | Score | Score | Info                                         |
| ----- | ----- | ----------------------------------------- | ----------------- | ------------------- | ----- | ----- | -------------------------------------------- |
| 31-01 | 03-02 | Gold Coast RACV Australian Ladies Masters | Gold Coast        | Karrie Webb         | 275   | –13   |                                              |
| 08-02 | 10-02 | Pegasus New Zealand Women's Open          | Christchurch      | Lydia Ko            | 206   | –10   |                                              |
| 14-02 | 17-02 | ISPS Handa Women's Australian Open        | Canberra          | Jiyai Shin po       | 274   | –18   |                                              |
| 07-03 | 10-03 | Mission Hills World Ladies Championship   | Haikou            | Suzann Pettersen    | 270   | –18   |                                              |
| 28-03 | 31-03 | Lalla Meryem Cup                          | Agadir            | Ariya Jutanugarn    | 270   | –14   |                                              |
| 19-04 | 21-04 | Cell C South African Women's Open         | Southbroom        | Marianne Skarpnord  | 69    | –3    | 18-holes (regenweer; 2 ronden afgeschaft)    |
| 09-05 | 12-05 | Turkish Airlines Ladies Open              | Belek             | Lee-Anne Pace       | 289   | –3    |                                              |
| 24-05 | 26-05 | Deloitte Ladies Open                      | Amsterdam         | Holly Clyburn       | 211   | –8    |                                              |
| 30-05 | 02-06 | Ladies German Open                        | München           | Carlota Ciganda po  | 101   | –6    | Halfweg de tweede ronde gestaakt (regenweer) |
| 20-06 | 23-06 | Allianz Ladies Slovak Open                | Brezno            | Gwladys Nocera      | 279   | –9    |                                              |
| 18-07 | 21-07 | Open de España Femenino                   | Madrid            | Lee-Anne Pace       | 275   | –13   |                                              |
| 26-07 | 28-07 | ISPS Handa Ladies European Masters        | Denham            | Karrie Webb         | 200   | –16   |                                              |
| 01-08 | 04-08 | Ricoh Women's British Open                | St Andrews        | Stacy Lewis         | 280   | –8    |                                              |
| 09-08 | 11-08 | Honma Pilsen Golf Masters                 | Pilsen            | Ann-Kathrin Lindner | 201   | –12   |                                              |
| 16-08 | 18-08 | Solheim Cup                               | Parker            | Europa              | 18-10 | 18-10 | Verliezer: Verenigde Staten                  |
| 30-08 | 01-09 | Aberdeen Ladies Scottish Open             | East Lothian      | Catriona Matthew    | 208   | –8    |                                              |
| 05-09 | 08-09 | Helsingborg Open                          | Helsingborg       | Rebecca Artis       | 280   | –8    | Nieuw toernooi                               |
| 12-09 | 15-09 | The Evian Championship                    | Évian-les-Bains   | Suzann Pettersen    | 203   | –10   | Nieuwe Major; voorheen de Evian Masters      |
| 26-09 | 29-09 | Lacoste Ladies Open de France             | Saint-Jean-de-Luz | Azahara Muñoz       | 266   | –14   |                                              |
| 25-10 | 27-10 | Sanya Ladies Open                         | Sanya             | Lee-Anne Pace       | 203   | –13   |                                              |
| 01-11 | 03-11 | China Suzhou Taihu Open                   | Suzhou            | Gwladys Nocera      | 201   | –15   |                                              |
| 28-11 | 30-11 | Hero Women's Indian Open                  | New Delhi         | Thidapa Suwannapura | 208   | –8    |                                              |
| 04-12 | 07-12 | Omega Dubai Ladies Masters                | Dubai             | Pornanong Phatlum   | 273   | –15   |                                              |

| Majors |  | po = winnares na play-off |